# 梁建廷
梁建廷（？—？），號樹宇，陕西鳳翔府岐山縣民籍。

## 生平
万历四十三年乙卯科舉人，四十四年（1616年）丙辰科三甲进士，禮部觀政，授大理寺左評事，四十八年升大理寺寺正，天啓元年四月赴四川主考，二年升怀庆府知府，本年調河南府知府，四年升山东兖东道副使，改四川川南道副使，七年三月升湖廣右參政。崇祯元年（1628年）丁憂。崇禎元年八月，河南道御史李嵩疏糺湖广参政梁建廷贪残驿骚等状，旨令廷建削藉问罪。
任大理寺寺正时，平断冤狱，廉明仁恕。后出守河南，为官廉明，曾请旨赐程、邵二贤的后裔为博士。致仕归里后，曾做《重修周公庙记》，载于岐山旧志。

## 家族
曾祖梁柯，納粟。祖父梁朝儀。父梁渭，貢士。

## 引用
1. ↑  《萬曆四十四年丙辰科進士序齒録》：梁建廷，樹宇，礼记一房，己丑正月二十三日生。岐山县人，乙卯三，会一百九十三，三甲十三名。礼部政，丁巳授左評事，庚申升左寺正，辛酉四川主考，壬戌升怀庆知府，本年調河南知府，甲子升山东付使，改四川付使，丁卯升湖廣右布政，戊辰丁憂，为民。
2. ↑  《明熹宗悊皇帝实录卷之九》：天啓元年四月，遣翰林院简讨刘钟英、礼科给事中汪庆百福建主考；礼部员外郎杨弘备、大理寺寺正梁建廷四川主考，工部员外郎华颜、中书舍人吴之仁广东主考，兵部郎中孙榖、刑部主事顾大章广西主考，寻因华颜病故，改遣工部主事曾樱，樱以事迫，乞改试期，许之。
3. ↑  《明憙宗实录》：天启七年三月，四川按察司副使梁建廷为湖广布政使司右参政。
4. ↑  光緒《岐山縣志·卷三》：梁建廷，萬厯乙卯第三鄉魁，登丙辰進士。官大理寺寺正，多所平反，主考四川，出守河南，廉明仁恕，嘗請旨賜程邵二賢後裔為博士俾供祭祀，士論歸美。厯山東兗東副使、川南兵巡道、湖廣參政，引疾歸，值流賊猖獗，養義兵以保護岐城，邑人立祠以報，今祀鄉賢。